# 小行星9387
小行星9387（英語：9387 Tweedledee）是一颗围绕太阳公转的小行星。1994年2月2日，H. Shiozawa、浦田武在藤枝市发现了此天体。
这颗小行星的绝对星等为56.16813017053587等。小行星9387以兒童文學作品《愛麗絲鏡中奇遇》的角色特偉弟（Tweedledee）命名。